# Ibar
Der Ibar (serbisch-kyrillisch Ибар; albanisch Ibër/Ibri) ist ein Fluss in Montenegro, Kosovo und dem Süden Serbiens mit einer Gesamtlänge von 276 km. Die Quelle befindet sich im Hajla-Gebirge bei Rožaje im Osten Montenegros. Von dort verläuft der Fluss durch eine tiefe Schlucht in östlicher Richtung ins Kosovo. Bei Gazivoda wurde der Ibar aufgestaut; so entstand der Gazivodasee, in dem die Grenze zwischen dem Kosovo und Serbien verläuft. In Mitrovica nimmt der Ibar die von Süden kommende Sitnica auf. Hier bildet der Fluss die faktische Grenze zwischen dem überwiegend von Serben bewohnten Nordkosovo und dem unter Kontrolle der Regierung in Pristina stehenden Teil des Landes. Die Brücke über den Ibar bildet einen strategischen Brennpunkt in der Region und war mehrmals Schauplatz gewalttätiger Ausschreitungen. Der Ibar fließt fortan in nördlicher Richtung zurück nach Serbien, bis er bei Kraljevo in die Westliche Morava (serbisch Zapadna Morava) mündet.

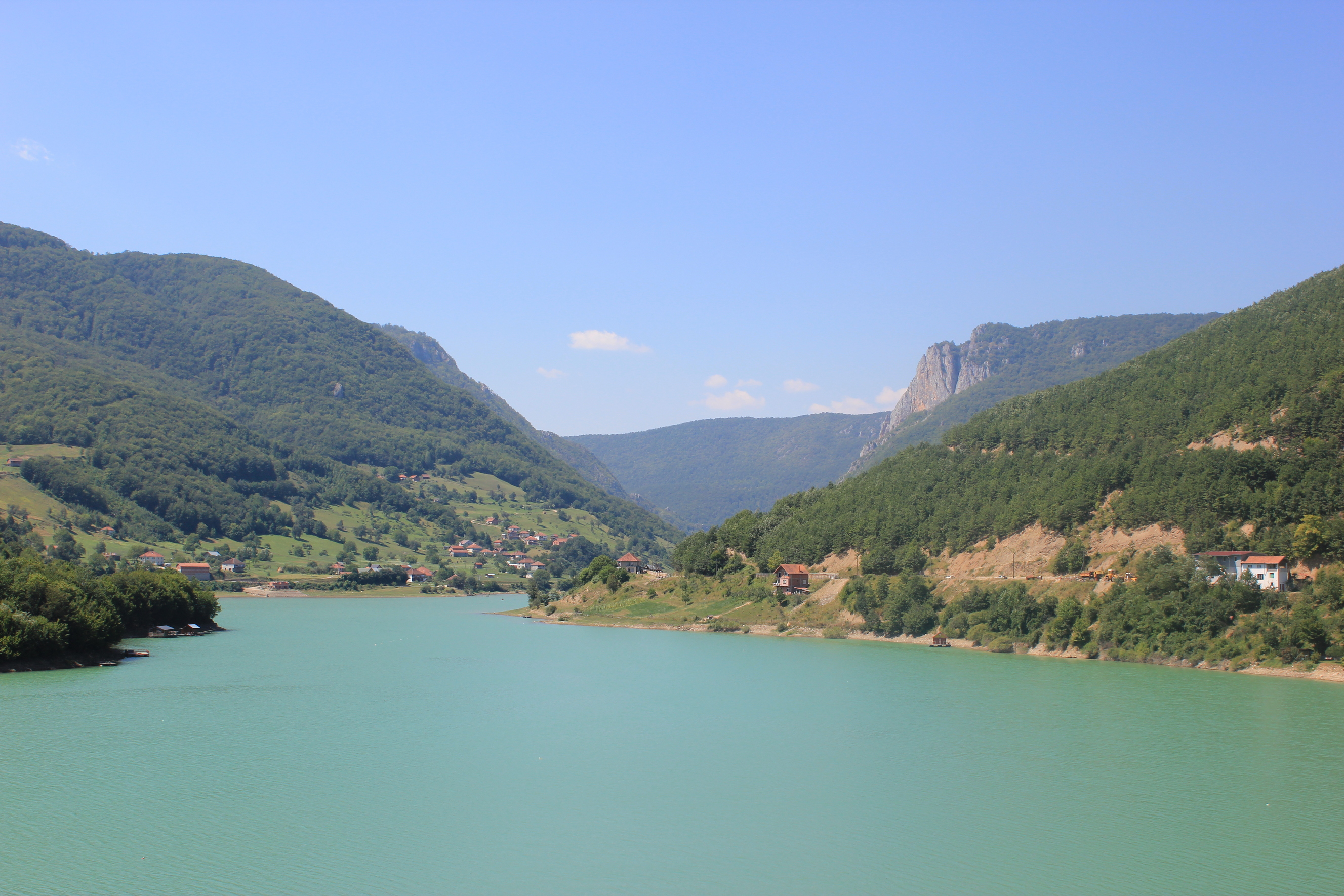
Der Gazivodasee im Kosovo
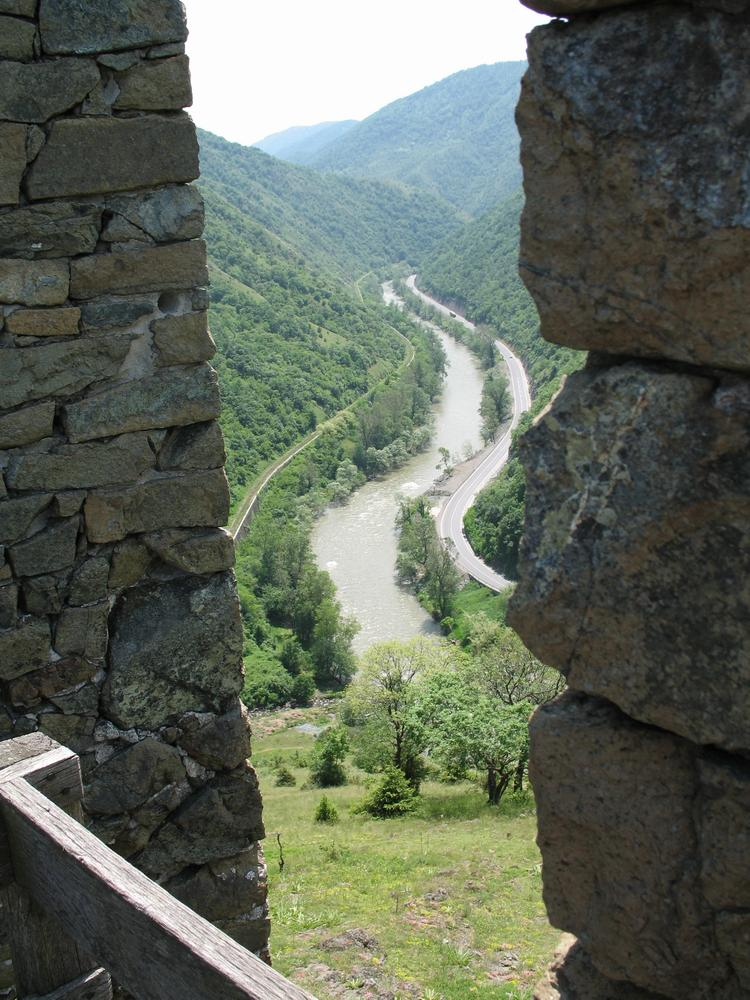
Fluss Ibar
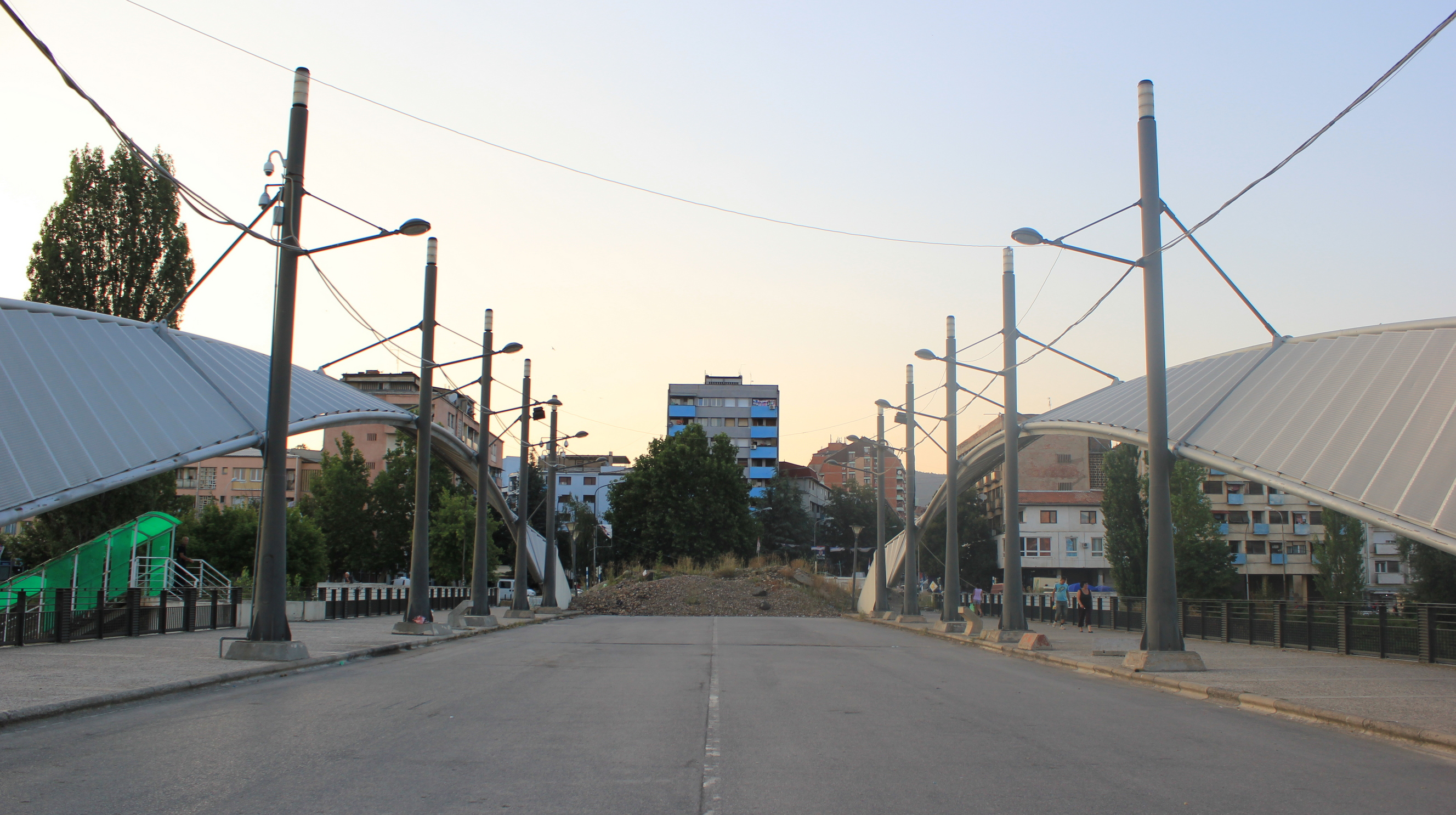
Die bekannte Ibar-Brücke in Mitrovica